# Li Liuyi
Li Liuyi, (李六乙S) (Cina, 1961), è un direttore d'orchestra e drammaturgo cinese del Beijing People's Art Theatre. La sua teoria "Pure Drama" e la sua relativa esplorazione sul campo sono noti come "Metodologia Li Liuyi", che è ampiamente acclamata e ricercata. Il maestro del teatro moderno giapponese Tadashi Suzuki  (Giapponese: 鈴木忠志) lo definisce "l'artista teatrale più influente dell'Asia nel nuovo secolo".

## Biografia
Li Liuyi nacque in una famiglia amante dell'opera. Fece ricerche nell'Accademia Nazionale delle Arti cinese per otto anni. Diresse numerosi generi di teatro con caratteristiche regionali distintive, tra cui l'Opera di Kunqu, l'Opera di Pechino, l'Opera di Sichuan, l'Opera di Henan, l'Opera di Pingju, l'Opera di Liu, la musica di Liuqin e l'Opera di Meihu.

## Partecipazione a eventi artistici internazionali
Li Liuyi è stato invitato a festival internazionali d'arte e commissionato per la creazione di nuovi lavori. Una volta fu invitato dalla città di Linz, la capitale europea della cultura nel 2009, a dirigere l'operetta Il paese del sorriso nel Teatro di Stato di Linz. Diventò il primo direttore cinese a mettere piede nel mondo dell'opera tradizionale europea. Li ha diretto e messo in scena la trilogia "Eroina" per la cerimonia di apertura dell'Olanda Festival ed ebbe l'onore di essere ricevuto dalla Regina dei Paesi Bassi.
Ha collaborato con il Balletto Nazionale Cinese, adattato e diretto il balletto Il padiglione delle peonie. Il balletto è stato uno degli spettacoli di apertura dell'Edinburgh International Festival, che segnò un'importante svolta in quanto simboleggiava che l'arte più rappresentativa della Cina iniziava ad essere messa in scena nei principali festival artistici europei.

## Opere drammatiche importanti come regista
- Thunderstorm (2025)[10]
- La tragedia di Amleto, principe di Danimarca (in collaborazione con la Royal Shakespeare Company, 2018-2020)[11]
- Antigone ed Oedipus Rex (“Serie drammatica eccezionale del regista: Li Liuyi”, Aprile 2014, il Gran Teatro Nazionale, Pechino)[12]
- The Savage Land (Il quinto Festival Musicale Internazionale di Pechino, 29 ottobre 2012)[13]
- Morte di un commesso viaggiatore (Teatro d'arte popolare, Pechino, aprile 2012)[14][15]
- Das Lied von der Erde (Sinfonia originariamente scritta da Mahler; collaborazione con l'Orchestra Filarmonica della Cina, ottobre 2012)[16]
- The Family (Originariamente scritto da Ba Jin e adattato da Cáo Yǔ; Teatro d'arte popolare, Pechino, luglio 2011)[17]
- The Golden Cangue (Opera Moderna di Pechino, dicembre 2010; ha vinto l'Outstanding Director Award ed il Premio per Eccezionale opera drammatica al Dodicesimo Festival dell'Opera Cinese)[18]
- Mei Lanfang Classics (Opera di Pechino; Zhengyici Peking Opera Theatre (Cinese: 正乙祠戏楼), maggio 2010)[19]
- Il padiglione delle peonie (invitato dal Corpo di ballo cinese per dirigere questo balletto e collaborato con la costumista giapponese Emi Wada [Giapponese: ワダ・エミ or 和田恵美子])[20]
- The Story of Puppets (Kunqu Opera; collaborato con il regista giapponese Hideo Kanze [Giapponese: 観世栄夫])[21]
- The “Heroine” Trilogy Mu Guiying, Hua Mulan, Liang Hongyu (Nuova Opera di Pechino, 2003)[22]
- L'anima buona di Sezuan (Originariamente scritta da Bertolt Brecht; una Sichuan Opera cinese, 1987)[23]

## Opere drammatiche importanti come drammaturgo
Li Liuyi è un drammaturgo con creatività letteraria duratura. Le sue opere teatrali comprendono: tre piccole opere teatrali: Blue Sky After Rain, Mahjong e Songat Midnight; la Trilogia "Eroina", Mu Guiying, Hua Mulan, Liang Hongyu; See Lu Xun Again, 2003, Time Passed by; The Life of a Peking Policeman (adattato dal romanzo di Lao She); Fortress Besieged (adattata dal romanzo di Qian Zhongshu); Spring in a Small Town (adattato dal film di Fei Mu); il Balletto Il padiglione delle peonie (adattato dall'opera Kunqun di Tang Xianzu). Il suo libro Li Liuyi’s Pure Drama· Collection of Dramas è stato pubblicato dalla People's Literature Publishing House in Cina, tradotto in molte lingue e pubblicato in tutto il mondo.

## Progetto teatrale "Li Liuyi • China Made" (2012-2015)
Nel 2012 Li Liuyi lanciò il progetto teatrale "Li Liuyi • China Made". Il progetto comprende tre opere dell'antica tragedia greca, Antigone, Edipo re e Prometeo incatenato, e l'epico re cinese King Gesar (Ⅰ,Ⅱ andⅢ). Antigone ed Edipo re sono stati eseguiti in pubblico. Prometeo incatenato fu lanciato all'inizio del 2015.
Come affermato nella sua nota del programma "Riprendendo la responsabilità di essere un praticante del dramma", Antigone di Li Liuyi ha realizzato una sorta di "autocoscienza" - si trova all'incrocio tra esperienza cinese e classici occidentali e ha completato una conversazione con i tempi e il mondo.
Come un regista cinese contemporaneo, Li Liuyi ha colto con successo l'anima del dramma classico dell'antica Grecia attraverso la sua opera teatrale "tradotta" - Edipo re. Ha sfondato l'alto muro tra le culture e le civiltà orientali e occidentali e ha unito i pensieri e le emozioni della gente dall'antica e lontana terra straniera e della gente locale nei tempi contemporanei.